# أنطونيو بالانغ
أنطونيو بالانغ (13 يونيو 1943 - 21 أبريل 2021) كان أسقف فلبيني كاثوليكي.
وُلد بالانغ في الفلبين ورُسم في الكهنوت عام 1972. وقد شغل منصب الأسقف الفخري لمدينة ثوبربو مينوس وأسقفًا للنيابة الرسولية لسان خوسيه في ميندورو الفلبين، من عام 2002 إلى عام 2018.